# Photorhabdus luminescens
Photorhabdus luminescens (synoniem:Xenorhabdus luminescens) is een staafvormige, gram-negatieve bacterie behorend tot de familie Enterobacteriaceae. De bacterie leeft als een mutualistische symbiont in onder andere de entomopathogene rondworm Heterorhabditis bacteriophora. Men denkt dat ongeveer 350 miljoen jaar geleden een afstammeling van darmbacteriën een mutualistische relatie aangingen met een lijn naar het geslacht Photorhabdus en een andere naar het geslacht Xenorhabdus.
De luminescerende stof uit Photorhabdus luminescens wordt gebruikt bij de bioluminescentie beeldvorming.

## Genoomsamenstelling
In 2003 werd de complete genoomsequentie van Photorhabdus luminescens subsp. laumondii stam TT01, geïsoleerd van Trinidad en Tobago, gepubliceerd. De complete genoomsequentie van stam TT01 is 5.688.987 basenparen (bp) lang en bevat 4.839 voorspelde eiwitcoderende genen. Deze genen coderen voor een groot aantal adhesines, toxines, hemolysines, proteasen en lipasen. Ook zijn er veel verschillende antibioticum synthetiserende genen. Bij vergelijking met de genomen van verwante bacteriën blijkt de verwerving van virulentiefactoren te zijn verkregen door een uitgebreide horizontale genoverdracht en geeft dit aanwijzingen over de evolutie van een insectpathogeen. Bovendien kunnen nieuw geïdentificeerde insectendodende eiwitten effectieve alternatieven zijn voor de bestrijding van insectenplagen.

## Levenscyclus
Infectieuze larven van Heterorhabditis bacteriophora gaan actief op zoek naar hun prooi. Naast tasten en detectie van vluchtige stoffen, die door de gastheer worden afgegeven, wordt de infectieuze larve ook aangetrokken door (E)-bèta-caryofylleen, dat door plantenwortels wordt afgegeven na vraatschade. Zo hebben infectieuze larven chemosensorische mechanismen ontwikkeld, niet alleen om de gastheren te detecteren, maar ook de locaties waar waarschijnlijk gastheren aanwezig zijn.
1. In de rondworm zitten de Photorhabdus-bacteriën in een reservoir in een gespecialiseerd gebied van het spijsverteringskanaal.
2. Wanneer een infectieuze larve een geschikte gastheer tegenkomt wordt de dikke cuticula afgestoten, zwelt de kop op, opent zijn mond en zet het spijsverteringskanaal uit.[5] De infectieuze larven dringen de lichaamsholte van de insectenlarve of het insect binnen, meestal via natuurlijke lichaamsopeningen (mond, anus, ademopeningen) of via gebieden met een dunne cuticula met een aan de wangkant zittende 'tand'-achtige structuur.
3. De bacteriën worden uitgespugd in het spijsverteringskanaal en vermenigvuldigen zich daarna alleen in de lichaamsvloeistof (hemolymfe). Ze overwinnen het afweersysteem van het insect, zoals de Toll-like receptoren en tal van virulentiefactoren worden geproduceerd, zoals hemolysine en cytotoxine. Ze nemen deel aan het onderdrukken van de immuniteit van het insect en het doden van de gastheer. De infectieuze larven spugen ook een complexe cocktail van eiwitten uit. De gastheer wordt meestal binnen 24 - 48 uur gedood. Pas later koloniseren ze alle andere insectenweefsels.
4. De bacteriën vermenigvuldigen zich snel in de dode gastheer en produceren verschillende antimicrobiële stoffen, die de groei van antagonistische micro-organismen onderdrukken. De bacteriën scheiden ook een reeks enzymen uit, die de afbraak van de weefsels stimuleren. De rondwormen voeden zich vervolgens met de bacteriën. De infectieuze larven ontwikkelen tot zelfbevruchtende (hermafrodiet) rondwormen, die op hun beurt eieren leggen die zich ontwikkelen tot hermafrodieten, vrouwtjes of mannetjes. Wanneer het leggen van eieren stopt, ontwikkelen rondwormen zich in de lichaamsholte van de moeder door een proces dat endotokia matricida (moedermoord) wordt genoemd met een latere generatie die twee geslachten produceert. In de dode gastheer vinden twee tot drie generaties rondwormen plaats.
5. Wanneer er veel rondwormen aanwezig zijn en voedingsstoffen beginnen op te raken, worden in de dode gastheer infectieuze larven met Photorhabdus luminescens-bacteriën gevormd, die in de grond op zoek gaan naar nieuwe gastheren. Zo gebruikt Photorhabdus luminescens de rondworm als voertuig voor de overdracht naar nieuwe gastheren.

Photorhabdus luminescens produceert giftige stoffen, zoals het hoogmoleculaire eiwitcomplex Tca  Ook het gen mcf produceert een eiwittoxine, dat ervoor zorgt dat de rups verlamt raakt.

## Antibioticum
Mogelijk dat de oplichtende wondinfectie van soldaten tijdens de Slag bij Shiloh, een van de grootste veldslagen van de Amerikaanse Burgeroorlog, in 1862 met deze bacterie heeft bijgedragen aan het overleven van deze soldaten vanwege de productie van antibiotica door Photorhabdus luminescens'..
De rondworm Heterorhabditis megidis produceert 3,5-Dihydroxy-4-isopropyl-trans-stilbeen, dat antibioticum eigenschappen heeft en andere micro-organismen onderdrukt, waardoor het kadaver niet tot ontbinding overgaat. Aangenomen wordt dat dit ook geldt voor de rondworm Heterorhabditis bacteriophora, waarin dezelfde bacteriën voorkomen.

## Biologische bestrijding
De efficiëntie van het doden van insecten door Photorhabdu-soorten en het potentiële gebruik ervan als biopesticide zijn onderzocht. Het gebruik van Photorhabdus-bacteriën alleen, dus zonder rondwormen, is succesvol gebleken tegen het groot koolwitje, Drosicha mangiferae en de poppen van de koolmot. Ze kunnen ook Ostrinia furnacalis (Aziatische maisboorder) binnen 48 uur doden, een plaag bij maïs in Oost-Azië.

## Ondersoorten
- Photorhabdus luminescens subsp. akhurstii
- Photorhabdus luminescens subsp. caribbeanensis
- Photorhabdus luminescens subsp. hainanensis
- Photorhabdus luminescens subsp. kayaii
- Photorhabdus luminescens subsp. laumondii
  - Photorhabdus luminescens subsp. laumondii TTO1
- Photorhabdus luminescens subsp. luminescens